# Jockey Club Argentino
Pour les articles homonymes, voir Jockey (homonymie).
Le Jockey Club Argentino est une compétition d'escrime de niveau international, comptant pour la Coupe du monde d'escrime, qui se déroule annuellement dans la ville de Buenos Aires, Argentine. Après avoir été une compétition masculine jusqu'en 2014, elle est depuis lors féminine. Violetta Kolobova en est la championne en titre.

## Palmarès
| Éd.  | Vainqueurs         | Vainqueurs  | Vainqueurs        | Vainqueurs  |
| Éd.  | Messieurs          | Messieurs   | Dames             | Dames       |
| Éd.  | Individuel         | Par équipes | Individuel        | Par équipes |
| ---- | ------------------ | ----------- | ----------------- | ----------- |
| 2016 | Park Sang-young    | Russie      | Violetta Kolobova | Roumanie    |
| 2015 | Non disputé        | Non disputé | Sarra Besbes      | Italie      |
| 2014 | Bohdan Nikishyn    | France      | Non disputé       | Non disputé |
| 2013 | Rubén Limardo      | Suisse      | Non disputé       | Non disputé |
| 2012 | Fabian Kauter      | Hongrie     | Non disputé       | Non disputé |
| 2011 | Gauthier Grumier   | France      | Non disputé       | Non disputé |
| 2010 | Dmitriy Karuchenko | Non disputé | Non disputé       | Non disputé |
| 2009 | Rubén Limardo      | Non disputé | Non disputé       | Non disputé |
| 2008 | Michael Kauter     | Non disputé | Non disputé       | Non disputé |
| 2007 | Jiří Beran         | Non disputé | Non disputé       | Non disputé |
| 2006 | Claus Mørch        | Non disputé | Non disputé       | Non disputé |
| 2005 | Alfredo Rota       | Non disputé | Non disputé       | Non disputé |
| 2004 | Paris Inostroza    | Non disputé | Non disputé       | Non disputé |
| 2003 | Yöri van Läcke     | Non disputé | Non disputé       | Non disputé |

## Note
1. ↑  La FIE compile les résultats de coupe du monde depuis 2003. Les données précédentes sont indisponibles